# No Guts. No Glory.
Pour l'album homonyme de Molly Hatchet, voir No Guts...No Glory.
Albums de Airbourne
Runnin' Wild
(2007) Black Dog Barking
(2013)
No Guts. No Glory. est le deuxième album studio du groupe de hard rock australien Airbourne, sorti le 8 mars 2010 et le 20 avril 2010 aux États-Unis.
Plus de 30 morceaux ont été composés pendant la période d'écriture, ainsi que 150 riffs. Toutes les chansons ont été composées par Joel et Ryan O'Keeffe.
L'album a été enregistré au studio Groovemaster Recordings à Chicago et les morceaux bonus au studio Hothouse Recordings à Melbourne.

## Liste des chansons
Paroles et Musique : Joel O'Keeffe et Ryan O'Keeffe
1. Born to Kill - 3:39
2. No Way But the Hard Way - 3:34
3. Blonde, Bad and Beautiful - 3:49
4. Raise the Flag - 3:32
5. Bottom of the Well - 4:29
6. White Line Fever - 3:10
7. It Ain’t Over Till It’s Over - 3:17
8. Steel Town - 3:08
9. Chewin’ the Fat - 3:11
10. Get Busy Livin’ - 3:36
11. Armed and Dangerous - 4:12
12. Overdrive - 3:22
13. Back on the Bottle - 3:50

## Chansons Bonus
1. Loaded Gun - 2:51
2. My Dynamite Will Blow You Sky High (And Get Ya Moanin' After Midnight) - 3:24
3. Rattle Your Bones - 2:36
4. Kickin' It Old School - 2:37
5. Devil's Child - 2:12

Dans la version japonaise de l'album, les morceaux bonus  Devil's Child  et Kickin' It Old School sont remplacés par Heads Are Gonna Roll - 3:48 et You Don't Fool Me - 3:16.